# Розендорфер, Герберт
Ге́рберт Ро́зендорфер (нем. Herbert Friedrich Johann Rosendorfer; 19 февраля 1934, Больцано — 20 сентября 2012, там же) — немецкий писатель и юрист.

## Биография
Герберт Розендорфер родился 19 февраля 1934 г. в поселке Грис (ныне вошел в черту Больцано), в Южном Тироле. В 1939—1943 годах жил в Мюнхене, в 1943 году был эвакуирован в Китцбюэль, в 1948 году вернулся в Мюнхен. По окончании школы Розендорфер в течение года изучал живопись в Мюнхенской академии изобразительного искусства, но затем поступил на юридический факультет Мюнхенского университета. В 1967 год—1993 годах Розендорфер служил судьёй в Мюнхене, а с 1993 г. по 1997 г. судьёй высшего земельного суда в Наумбурге. Параллельно с 1990 г. он преподавал в качестве приглашенного профессора современную литературу в Мюнхенском университете. После выхода на пенсию в 1997 г., Розендорфер переехал в Южный Тироль, где жил в городе Эппан до своей смерти 20 сентября 2012 года.
Розендорфер — член Баварской академии изящных искусств и Академии науки и литературы в Майнце, лауреат многочисленных немецких литературных премий.
Помимо многочисленных романов и рассказов перу Розендорфера принадлежат также пьесы, телесценарии, исторические исследования, путеводители и трактаты о музыке. Некоторые из его произведений относятся к жанру фантастической литературы, но и в своих реалистических и исторических работах он зачастую использует элементы сатиры и гротеска.

## Сочинения
- Der Ruinenbaumeister, (1969)
- Deutsche Suite, (1972)
- Большое соло для Антона / Großes Solo für Anton, (1976, рус. перевод 1996)
- Латунное сердечко или У правды короткие ноги / Das Messingherz oder die kurzen Beine der Wahrheit, (1979, рус. перевод 1996)
- Письма в Древний Китай / Briefe in die chinesische Vergangenheit, (1985, рус. перевод 1995)
- Die Nacht der Amazonen, (1989)
- Златоликие или Колумб открывает Европу / Die goldenen Heiligen oder Columbus entdeckt Europa, (1992, рус. перевод 2005)
- Случай в Белом Отеле / Die Erscheinung im Weißen Hotel, (совместно с Фабиусом фон Гугелем, (2000, рус. перевод 2005))
- Кадон, бывший бог / Kadon, ehemaliger Gott, (2001, рус. перевод 2005)